# ولورتون
ولورتون (به انگلیسی: Wolverton) یک شهرک در بریتانیا است که در Milton Keynes واقع شده‌است. ولورتون ۱۲٬۴۹۲ نفر جمعیت دارد.